# ناکون
ناکون (انگلیسی: Nacon) شرکت بازی ویدئویی فرانسوی است، که در سال ۱۹۸۱ تأسیس شد.